# Koninkrijk Kent
Het Koninkrijk Kent (Oudengels: Cantaware Rīce, Latijn: Regnum Cantuariorum) was een van de koninkrijken van het Angelsaksische Engeland, en wordt gerekend onder de heptarchie. Het grondgebied kwam ruwweg overeen met dat van het huidige graafschap Kent. De naam Kent stamt al van voor de Romeinse tijd, toen in het gebied een Keltische stam met de naam Cantiaci woonde. Canterbury was hun hoofdstad, en werd later ook de hoofdstad van het koninkrijk Kent.
Kent geldt als het oudste van de Angelsaksische rijken, en werd volgens de legende midden 5e eeuw gesticht door Hengest en Horsa. Zij zouden zijn uitgenodigd door een Britse koning Vortigern om te helpen met de verdediging van Engeland (waarschijnlijk tegen de Picten) en het grondgebied van Kent als betaling hebben gekregen. De mannen van Kent worden beschouwd Juten te zijn geweest, waar het grootste deel van Engeland door Angelen en/of Saksen werd veroverd. Ook had Kent, liggende aan de handelsweg van Londen naar het vasteland, meer contact met het Frankische Rijk dan de andere Engelse koninkrijken.
Waarschijnlijk de bekendste koning van Kent was Æthelberht, die rond 600 regeerde. Hij wordt genoemd als bretwalda, wat volgens de bronnen inhoudt dat zijn 'imperium' (opperkoningschap over koningen van andere koninkrijken) geheel Zuid-Engeland (ten zuiden van de Humber) omvatte. Nog belangrijker is dat hij de eerste Angelsaksische koning werd die tot het christendom bekeerd werd. Dit werd gedaan door Augustinus, die in 598 in Kent aankwam. Augustinus werd aartsbisschop van Canterbury, en ook Rochester werd een bisschopszetel. De aanwezigheid van de aartsbisschop gaf Kent in de volgende eeuwen een groter belang dan het anders zou hebben bezeten.
Hoewel volgende koningen van Kent niet meer de macht bereikten die Æthelberht had, bleef het tot 685 een onafhankelijke en machtige staat. Onder Wihtred (694-725) trad er een herstel op, maar zijn zonen Æthelberht II (koning van Oost-Kent tot 762) en Eadbert I (koning van West-Kent tot 748) moesten waarschijnlijk de overheerschappij van Æthelbald van Mercia erkennen.
Na de dood van Æthelberht II had Kent opnieuw dynastieke problemen, waarin koningen elkaar snel opvolgden, vaak met buitenlandse steun, en uiteindelijk werd het in 785 veroverd door koning Offa van Mercia, die persoonlijk de troon van Kent bezette. Na de dood van Offa in 796 kwamen de Kentenaren onder Eadberht Præn in opstand. Deze opstand werd echter neergeslagen door Coenwulf van Mercia in 798. Coenwulf stelde eerst zijn broer Cuthred aan als koning van Kent, toen deze overleed werd hij zelf koning.
In 826 werd Kent veroverd door Aethelwulf, de zoon van koning Egbert van Wessex. Aethelwulf werd door zijn vader aangesteld als koning van Kent, dat ook Sussex, Surrey en mogelijk Essex omvatte. In deze vorm bleef Kent nog geruime tijd bestaan, maar het koninkrijk was feitelijk tot een provincie van Wessex geworden.

## Koningen van Kent
De gegeven jaartallen zijn veelal bij benadering en soms helemaal onbekend, slechts enkele zijn met zekerheid vast te stellen (in blauw weergegeven).
Zie voor verdere opvolging Alfred de Grote en lijst van Britse koningen.
East Anglia · Essex · Kent · Mercia · Northumbria · Sussex · Wessex